# Orimarga dampfi
Orimarga dampfi är en tvåvingeart som beskrevs av Alexander 1926. Orimarga dampfi ingår i släktet Orimarga och familjen småharkrankar. Inga underarter finns listade i Catalogue of Life.